# 阿法尔特巴赫
阿法尔特巴赫是德国巴登-符腾堡州的一个市镇。总面积10.15平方公里，总人口4555人，其中男性2287人，女性2268人（2011年12月31日），人口密度449人/平方公里。